# جيمس د. برنتيس
جيمس د. برنتيس هو عسكري كندي، ولد في 25 مارس 1899 في فيكتوريا في كندا، وتوفي في 14 مارس 1979 في Saanichton ‏ في كندا.